# 1963–1964-es spanyol labdarúgó-bajnokság (első osztály)
A La Liga 1963-64-es szezonja volt a bajnokság harmincharmadik kiírása. A bajnokságban 16 csapat vett részt, a győztes a Real Madrid CF lett. Ez volt a klub tizedik bajnoki címe.

## Résztvevők
| - Athletic Club - Atlético de Madrid - CF Barcelona - Betis - Córdoba CF - Elche CF - RCD Español - Levante UD |  | - Murcia - Pontevedra CF - Real Madrid CF - Real Oviedo - Sevilla CF - Valencia CF - Real Valladolid - Real Zaragoza |

## Végeredmény
| #  | Klub                | M  | Gy | D  | V  | RG | KG | P  | GK  | Megjegyzés                    |
| -- | ------------------- | -- | -- | -- | -- | -- | -- | -- | --- | ----------------------------- |
| 1  | Real Madrid CF      | 30 | 22 | 2  | 6  | 61 | 23 | 46 | 38  | Bajnok                        |
| 2  | CF Barcelona        | 30 | 19 | 4  | 7  | 74 | 38 | 42 | 36  |                               |
| 3  | Real Betis Balompié | 30 | 15 | 7  | 8  | 47 | 36 | 37 | 11  |                               |
| 4  | Real Zaragoza       | 30 | 14 | 6  | 10 | 52 | 42 | 34 | 10  |                               |
| 5  | Elche CF            | 30 | 13 | 7  | 10 | 35 | 31 | 33 | 4   |                               |
| 6  | Valencia CF         | 30 | 16 | 0  | 14 | 53 | 47 | 32 | 6   |                               |
| 7  | Atlético de Madrid  | 30 | 10 | 9  | 11 | 37 | 34 | 29 | 3   |                               |
| 8  | Atlético Bilbao     | 30 | 12 | 5  | 13 | 43 | 40 | 29 | 3   |                               |
| 9  | Sevilla CF          | 30 | 9  | 11 | 10 | 33 | 38 | 29 | -5  |                               |
| 10 | Levante UD          | 30 | 10 | 7  | 13 | 43 | 56 | 27 | -13 |                               |
| 11 | Córdoba CF          | 30 | 10 | 6  | 14 | 32 | 38 | 26 | -6  |                               |
| 12 | Murcia              | 30 | 11 | 4  | 15 | 41 | 54 | 26 | -13 |                               |
| 13 | RCD Español         | 30 | 10 | 5  | 15 | 34 | 47 | 25 | -13 | Osztályozó                    |
| 14 | Real Oviedo         | 30 | 10 | 5  | 15 | 27 | 42 | 25 | -15 | Osztályozó                    |
| 15 | Pontevedra CF       | 30 | 8  | 5  | 17 | 30 | 45 | 21 | -15 | Relegated to Segunda División |
| 16 | Valladolid          | 30 | 7  | 5  | 18 | 27 | 58 | 19 | -31 | Relegated to Segunda División |

## Osztályozók
| Odavágók:   |     |             |
| Real Gijón  | 1-0 | RCD Español |
| Real Oviedo | 4-1 | Hércules CF |

| Visszavágók: |     |             |          |
| RCD Español  | 3-0 | Real Gijón  | Össz:3-1 |
| Hércules CF  | 1-0 | Real Oviedo | Össz:2-4 |

| Győztes                    |
| -------------------------- |
| Real Madrid CF Tizedik cím |